# Спіркін Олег Олександрович
Олег Олександрович Спіркін — український військовик, старший сержант.

## Нагороди
- Орден «За мужність» III ступеня (4.08.2017)[1]